# 藤真拓哉
藤真 拓哉（ふじま たくや、6月22日 - ）は、日本の漫画家、イラストレーター。男性。

## 作風
愛らしく繊細なキャラクターの描写が特徴。
デビュー時はリアルで劇画寄りのリアルな作風であったが、『FREE COLLARS KINGDOM』で絵柄を一新させ今の絵柄に変わる。
デビューから『アイドルマスターブレイク!』までは男性キャラが主人公の作品を、『魔法少女リリカルなのはViVid』以降はイラストでも漫画でも頭身の低い幼いキャラを描くことが多い。
2010年代後半以降、『Z/X Code reunion』では機械の付いたメカ娘や近未来背景、『戦翼のシグルドリーヴァ』では頭身の高い男性キャラや複葉機など、幅広いジャンルの絵を描く。
月刊誌の漫画連載を3本同時連載していたことがある。

## 来歴
大学在学中にアニメーターのアルバイトをしつつ同人活動を開始。大学卒業後にアニメーターのアルバイトを辞め、フリーランスのイラストレーターとして美少女雑誌での商業誌デビュー。
その後、講談社『月刊マガジンZ』1999年8月号において、読切『HYBRID ANGEL（ハイブリッド・エンジェル）』で少年誌での漫画家デビュー。デビュー作の続編として『D'v（ディーヴァ）』が同誌の2000年5月号から連載された。
漫画連載のかたわら、ライトノベルの挿絵やゲームのキャラクターデザイン等も手がけ、幅広く活躍している。アクエリアンエイジに参加して以降、数多くのTCGにイラストを提供。
またサークル名『ESSENTIA（エッセンシア）』で同人活動をしており、コミックマーケット等に参加。いわゆる大手サークルの1つである。

## 作品リスト

### 連載漫画
- 『D'v（ディーヴァ）』2000年 - 2002年／講談社／月刊マガジンZ／全3巻
- 『FREE COLLARS KINGDOM』2002年 - 2004年／講談社／月刊マガジンZ／全3巻
  - 『FREE COLLARS KINGDOM』（新装版）一迅社／REXコミックス／全2巻
- 『ツイてるカノジョ』（原作：雑破業）2004年 - 2005年／角川書店／月刊ドラゴンエイジ／全2巻
- 『熱風海陸ブシロード The Rising』（原作：武士団（GAINAX、ニトロプラス、タカラ、ブロッコリー）　ストーリー：実弥島巧）2004年 - 2007年／ジャイブ／月刊コミックラッシュ／全4巻
- 『EVE new generation』（原作：EVE new generation製作委員会）2006年／角川書店／月刊コンプエース／全1巻
- 『ネギま!?neo』（原作：赤松健　監修：シャフト）2006年 - 2009年／講談社／コミックボンボン→マガジンSPECIAL／全7巻[7]
- 『アイドルマスターブレイク!』（原作：バンダイナムコゲームス）2008年 - 2010年／講談社／月刊少年ライバル／全4巻[8]
- 『魔法少女リリカルなのはViVid』（原作：都築真紀）2009年 - 2017年／角川書店／月刊コンプエース／全20巻[9]
- 『DOG DAYS』（原作：都築真紀）2011年／角川書店／ニュータイプ、月刊コンプエース、コンプティーク／全1巻
- 『魔法少女リリカルなのは Reflection THE COMICS』（原作：都築真紀）2017年 - 2018年／角川書店／月刊コンプエース／全2巻
- 『Z/X Code reunion』（ストーリー：浦畑達彦　監修・協力：ブロッコリー）2017年 - 2020年／集英社／Vジャンプ／全3巻
- 『スパイスしたいな。』（原作：田中謙介）2021年 - 連載中／KADOKAWA／みたいな！
- 『たくあかっ！』（原作：深見真）2023年[10] - 連載中／芳文社／まんがタイムきららキャラット）

### ライトノベルイラスト
- 『深青都市』（著者：紗々亜璃須）講談社／講談社X文庫ホワイトハート／全1巻
- 『ガラクタ・パーツ』（著者：片桐敬麿）集英社／スーパーダッシュ文庫／全1巻
- 『反逆者』シリーズ（著者：弥生翔太）集英社／スーパーダッシュ文庫／全2巻
- 『世界の危機はめくるめく!』シリーズ（著者：佐藤了）角川書店／ファミ通文庫／全8巻
- 『ウチの姫さまにはがっかりです…。』シリーズ（著者：鈴木鈴）角川書店／電撃文庫／全4巻
- 『R-15』シリーズ（著者：伏見ひろゆき）角川書店／角川スニーカー文庫／全11巻
- 『ひめせん〜姫侍戦乱記〜 絆と誓いのセレナーデ』（著：みかづき紅月）廣済堂出版 ／E☆2スナックノベルス／全1巻
- 『終焉世界の天災姫』シリーズ（著：三ノ神龍司）角川書店／角川スニーカー文庫／全3巻
- 『まちがい英雄の異世界召喚』シリーズ（著者：河端ジュン一）角川書店／富士見ファンタジア文庫／全3巻
- 『ウィッチ・アームス』（著者：榊一郎）集英社／ダッシュエックス文庫／全1巻
- 『ぜんぶ死神が無能なせい』シリーズ（著者：広重若冲）講談社／講談社ラノベ文庫／全2巻
- 『戦翼のシグルドリーヴァ』シリーズ（著者：長月達平）角川書店／角川スニーカー文庫／全4巻
- 『S級学園の自称「普通」、可愛すぎる彼女たちにグイグイ来られてバレバレです。』（著者：裕時悠示）講談社／講談社ラノベ文庫／既刊2巻
- 『僕らの春は稲妻のように』（著者：鏡遊）KADOKAWA／MF文庫J／既刊2巻[11][12]

### アニメ関連

#### キャラクター原案・キャラクターデザイン等
- TVアニメ『ヴァイス・サヴァイヴ』原作漫画／キャラクター原案
  - TVアニメ『ヴァイス・サヴァイヴR』原作漫画／キャラクター原案
- TVアニメ『R-15』原作イラスト／キャラクター原案／最終話イラスト
- TVアニメ『Z/X IGNITION』オリジナルキャラクターデザイン
- TVアニメ『ブラック・ブレット』天誅ガールズキャラクターデザイン／第8話エンドカードイラスト
- TVアニメ『魔法少女リリカルなのはViVid』原作漫画／キャラクター原案／最終話エンドカードイラスト[13]
- TVアニメ『ViVid Strike!』キャラクター原案／エンドカード
- TVアニメ『アイドリッシュセブン』魔法少女まじかる★ここなキャラクターデザイン
  - TVアニメ『アイドリッシュセブン Second BEAT!』魔法少女まじかる★ここなキャラクターデザイン
  - TVアニメ『アイドリッシュセブン Third BEAT!』魔法少女まじかる★ここなキャラクターデザイン
- TVアニメ『バミューダトライアングル 〜カラフル・パストラーレ〜』キャラクター原案／第1話・最終話エンドカードイラスト[14]
- TVアニメ『Z/X Code reunion』原作漫画／キャラクター原案／オープニング作画監督／エンディング演出・イラスト[15]
- TVアニメ『戦翼のシグルドリーヴァ』キャラクター原案／第1話アイキャッチ[16]
- TVアニメ『ビルディバイド -#FFFFFF-』カードイラスト
- TVアニメ『Extreme Hearts』サブキャラクター原案
- TVアニメ『HIGHSPEED Étoile』キャラクター原案／第1話～第10話・第12話エンドカード[17]
- TVアニメ『週刊ラノベアニメ マリー・アントワネットに転生したので全力でギロチンを回避します』キャラクターデザイン

#### エンドカード・アイキャッチ等
- TVアニメ『ひだまりスケッチ×365』第6話提供バック（協力：田中研太郎、青木陽彦）
- TVアニメ『魔法少女まどか☆マギカ』第8話予告（協力：田中研太郎）
- TVアニメ『快盗天使ツインエンジェル〜キュンキュン☆ときめきパラダイス!!〜』第8話エンドカード
- TVアニメ『輪廻のラグランジェ』第2話エンドカード
- TVアニメ『問題児たちが異世界から来るそうですよ?』第4話エンドカード
- TVアニメ『ゆゆ式』第3話エンドカード
- TVアニメ『彼女がフラグをおられたら』第2話エンドカード
- TVアニメ『えとたま』第10話アイキャッチ
- TVアニメ『ご注文はうさぎですか??』第11話エンドカード
- TVアニメ『冴えない彼女の育てかた♭』第0話応援イラスト
- TVアニメ『ロクでなし魔術講師と禁忌教典』第9話エンドカード
- TVアニメ『＜Infinite Dendrogram＞-インフィニット・デンドログラム-』第6話エンドカード
- TVアニメ『アサルトリリィ BOUQUET』第2話エンドカード
- TVアニメ『マギアレコード 魔法少女まどか☆マギカ外伝 2nd SEASON –覚醒前夜-』第4話エンドカード
- TVアニメ『東京24区』第6話WEBエンドカード
- TVアニメ『かぎなど』第19話エンドカード
- TVアニメ『魔法少女マジカルデストロイヤーズ』第7話エンドカード
- TVアニメ『レヱル・ロマネスク2』第4話エンドカード
- TVアニメ『アイドルマスター シャイニーカラーズ』第5話エンドカード

### ゲーム関連
- アーケード『アクエリアンエイジ オルタナティブ』
- PSP『戦国絵札遊戯 不如帰 -HOTOTOGISU- 乱』
  - PSP『戦国絵札遊戯 不如帰 大乱』
- PCオンライン『蒼空のフロンティア』
- PSP『（PW）プロジェクトウィッチ』キャラクターデザイン[18]
- NDS『アクエリアンエイジ Perpetual Period』キャラクターデザイン・原画
- PC『スマイル☆シューター〜ふぁーすと☆ちけっと〜』キャラクターデザイン
- Mobage『スマイル☆シューター Catch Up Dream』キャラクターデザイン
- PSP『R-15ぽーたぶる』キャラクターデザイン
- アーケード『LORD of VERMILION Re:2』
  - アーケード『LORD of VERMILION Re:3』
- PC『Project Gossip/Sick』キャラクターデザイン
- スマートフォン『嫁コレ』
- スマートフォン『精霊召喚カタストロフィ』メインキャラクターデザイン
- スマートフォン『禁断召喚サモンマスター』
- Mobage／スマートフォン『戦国コレクション』
- ブラウザ『エンゲージナイツ～新約英雄大戦～』メインキャラクターデザイン[19]
- Mobage『魔法少女リリカルなのはINNOCENT』
- スマートフォン『神狩デモンズトリガー』
- Mobage『空賊戦記SORA』
- スマートフォン『斬-Xan- 戦国闘檄・無双伝』
- スマートフォン『運命のクランバトル』
- GREE／Mobage『アイログ』
- スマートフォン『メイデンクラフト』メインキャラクターデザイン[20]
- スマートフォン『ウチの姫さまがいちばんカワイイ』
- スマートフォン『Wonder4World』[21]
- スマートフォン『スマイル☆シューター Dear my Dream』キャラクターデザイン
- スマートフォン『乖離性ミリオンアーサー』
- PCオンライン『CLOSERS』
- スマートフォン『円環のパンデミカ』
- スマートフォン『WAR OF BRAINS』
  - スマートフォン『WAR OF BRAINS Re:Boot』
- スマートフォン『ウィッチ・アームス ～魔法少女は眠れない～』メインキャラクターデザイン[22]
- スマートフォン『ゴシックは魔法乙女』
- Mobage『大戦乱!!三国志バトル』
- スマートフォン『ディバインゲート零』メインキャラクターデザイン[23]
- スマートフォン『トリプルモンスターズ』
- スマートフォン『天華百剣-斬-』[24][25]
- スマートフォン『ラブライブ! スクールアイドルフェスティバル』[26]
- スマートフォン『Wonderland Wars』
- スマートフォン『温泉むすめ ゆのはなこれくしょん』
- スマートフォン『ホップステップジャンパーズ』
- スマートフォン『ロストアーカイブ』
- スマートフォン『絵師神の絆』[27]
- スマートフォン『47 HEROINES』
- スマートフォン『ヴァンガード ZERO』
- PlayMining『JobTribes』[28]
- スマートフォン『アニマエ・アルケー』
- スマートフォン『異世界に飛ばされたらパパになったんだが 〜 精霊騎士団物語 〜』メインキャラクターデザイン[29]
- スマートフォン『Engage Kill』Ｓ．Ｙ．Ｕ．Ｎキャラクターデザイン
- スマートフォン『Fate/Grand Order』
- スマートフォン『ワールドダイスター 夢のステラリウム』

### 画集
- 『藤真拓哉画集 ViVidcolor』角川書店／2012年3月26日初版（ISBN 978-4-04-854716-1）[30]
- 『藤真拓哉画集 ViVidgirls』角川書店／2012年9月26日初版（ISBN 978-4-04-110213-8）
- 『藤真拓哉画集 ViVidstyle』角川書店／2014年10月25日初版（ISBN 978-4-04-101930-6）[31]
- 『藤真拓哉画集 ViVidgarden』角川書店／2016年10月26日初版（ISBN 978-4-04-104434-6）[32]
- 『藤真拓哉画集 ViVidmemorial』角川書店／2018年6月25日初版（ISBN 978-4-04-106485-6）[33]
- 『Sweet My Dolce 〜藤真拓哉 ART WORKS〜』 廣済堂出版／2019年10月31日初版（初回限定版 ISBN 978-4-331-90223-3／通常版 ISBN 978-4-331-90224-0）[34]
- 『藤真拓哉画イラスト集 Look at me』ブシロードメディア／2020年12月31日初版（JAN 4589794560861）

### トレーディングカードゲーム
- 『アクエリアンエイジ』ローズマリー・フォンブリューヌ／メインビジュアル 等
- 『シールオンラインTCG』
- 『ヴァイスシュヴァルツ』Happy 13th Anniversary!! 等[35]
- 『モンスター・コレクションTCG』
- 『東方混沌符』
- 『まんかいプリンセス』
- 『Z/X -Zillions of enemy X-』各務原あづみ／ソードスナイパー リゲル 等
- 『ジーククローネ』
- 『プレシャスメモリーズ』
- 『バトルスピリッツ』ノア・フルール／ディアナ・フルール 等
- 『カードファイト!! ヴァンガード』トップアイドルパシフィカ／ナイト・オブ・ツインソード 等[36][37]
- 『WIXOSS』コードラビリンス クイン／幻獣 ぷにとー 等
- 『CHAOS TCG』
- 『OGクルセイド』
- 『FORCE OF WILL』
- 『ラクエンロジック』
- 『Ascendants of Aetheros』
- 『Reバース for you』
- 『ビルディバイド』イシュタルテ／カミーリア 等[38][39]
- 『Vividz』メインキャラクター
- 『ウルトラマン カードゲーム』

### イラスト
- TALES OF PHANTASIA ILLUSTRATIONS（テイルズ オブ ファンタジア イラストレーションズ）参加・（スタジオDNA・刊）
- 山佐「スマイル☆シューター」 - キャラクターデザイン・イラスト[40]
- 『E☆2』（発行：メディエイション 発売：ビオ・マガジン）Vol.26より連載中のイラストノベル「ひめ♥せん 〜姫将軍戦乱記〜」（文：みかづき紅月）のイラスト担当
- ハローキティといっしょ!キティラーズ “ミウ・クロウフォード”- キャラクターデザイン[41]
- ウルトラ怪獣擬人化計画 電撃G's magazine第2回 ツインテールちゃん 2014年1月号掲載
- 角川まんが学習シリーズ 「日本の歴史」 - 6巻：ふたつの朝廷 - カバーイラスト[42]
- 信濃グランセローズ（野球独立リーグベースボール・チャレンジ・リーグ） ボールパークフェアリーズプロジェクトキャラクター - キャラクターデザイン・イラスト[43]
- 温泉むすめ（伊香保葉凪）
- 星芥ショータイム（ハルマ、八神）

### その他
- 虹河ラキ/山佐ネクスト
- 悠織こまき[44]
- 内田 秀/VTuber/デザイン
- 安雪璃/VTuber/デザイン[45]
- 冰糖/bilibili
- 仁香ランリン/仁香リンラン

## 出演
- AnimeJapan 2014（2014年、サイン会）[46]
- ベースボール・チャレンジ・リーグ 2016年5月7日 信濃グランセローズ vs 福島ホープス 始球式（2016年、インターネット中継）[47]
- Singapore Toy, Game & Comic Convention 2017（2017年、サイン会）
- 中国・広州 CICF EXPO 2019（2019年、サイン会）[48]
- 戦翼のシグルドリーヴァ 制作発表会（2020年、インターネット番組）
- ズンズン！！ニトリ（2020年、TOKYO MX） - 6話ゲスト
- 戦翼のシグルドリーヴァ おじさんコメンタリー（2020年、インターネット番組） - 1話・6話ゲスト（音声のみ）